# 萊克鎮區 (密歇根州梅諾米尼縣)
萊克鎮區（英語：Lake Township）是位於美國密歇根州梅諾米尼縣的一個行政鎮區。

## 地方資料
萊克鎮區的面積為188.40平方千米，當中陸地面積為183.20平方千米，而水域面積為5.20平方千米。根據2020年美國人口普查的數據，當地共有人口501人，而人口密度為每平方千米2.66人。